# Diderot (månekrater)
Diderot er et lille nedslagskrater på Månen. Det befinder sig på Månens bagside og er opkaldt efter den franske filosof Denis Diderot (1713 – 1784).
Navnet blev officielt tildelt af den Internationale Astronomiske Union (IAU) i 1979. 

## Omgivelser
Diderotkrateret ligger i den sydvestlige kraterbund af den enorme bjergomgivne slette Fermi, omtrent midtvejs mellem bassinets midte og den sydvestlige rand. 

## Karakteristika
Krateret er skålformet og der ligger mindre kratere lige mod nordvest og nord. Den indre kratervæg er smallere ved den østlige side og har et par højderygge liggende mod syd. Ellers er kraterets uden særlige træk.

## Måneatlas
- Billeder af Diderotkrateret i LPI-måneatlasset